# Artemisia verlotiorum
Artemisia verlotiorum es una especie  que pertenece a la familia de las asteráceas.

En su hábitat

## Descripción
Es una planta similar a Artemisia vulgaris pero no cespitosa y con largos rizomas. Segmentos de hojas caulinares superiores lineales enteros. Capítulos globulares; brácteas involucrales lineales, casi glabras. Florece en otoño. En Argentina se lo conoce como "Yuyo San Vicente".
N VICENTE
El Yuyo San Vicente (Artemisia Verlotorum) es una especie perenne (rizomatosa) de origen asiático. Comienza a vegetar en invierno y semilla en otoño; prácticamente se mantiene trabajando todo el año, sobre todo cuando es favorecida por inviernos cálidos. Su multiplicación es más lenta que otras especies perennes (por ejemplo el sorgo de Alepo). 
Por su largo período vegetativo, hace que su competencia sea más dañina, provocando importantes disminuciones en los rendimientos. 
Se difunde tanto en áreas agrícolas como ganaderas, siendo estas últimas más favorables para su multiplicación.
Se propaga por semillas y rizomas, comienza a vegetar en invierno, pero los brotes se desarrollan en primavera. Florece en verano y otoño y fructifica en esta estación (luego se seca la parte aérea).
Ha sido declarada "plaga de la agriculturaen Argentina " por decreto del 17/7/46 y por lo tanto se halla comprendida por los alcances de la Ley 4863, de Defensa Agrícola del año 1905.
Cuando es ingerida por los animales lecheros, transmite a la leche y productos derivados, sabor y olor desagradables.
Por otra parte, es nociva para personas susceptibles, pues se trata de una especie alergógena. 
Control:
Es una especie resistente a herbicidas, por eso la utilización de estos se debe efectuar cuando el Yuyo San Vicente se encuentra trabajando activamente y antes de la floración.
Su empleo previo a las labores mecánicas ayuda a unificar los rebrotes, sobre todo en suelos agrícolas.
. 
En lotes destinados a la siembra de cultivos de invierno, se deben realizar laboreos mecánicos en otoño y antes de la siembra, control químico. 
En aquellos destinados a la siembra de maíz o sorgo granífero es conveniente realizar trabajos mecánicos consistentes en aradas y disco, dejar vegetar al Yuyo San Vicente y en los meses de agosto y setiembre aplicar los herbicidas.
Posteriormente a la siembra y cuando presente una altura de 10 a 20 centímetros, se puede hacer una segunda aplicación.
En áreas no cultivadas se deben efectuar tratamientos químicos después de un corte de limpieza y cuando la maleza se encuentre en activo crecimiento, repitiendo un corte a los veinte días de dicho tratamiento.

eComienza a vegetar en invierno y semilla en otoño; prácticamente se mantiene trabajando todo el año, sobre todo cuando es favorecida por inviernos cálidos. Su multiplicación es más lenta que otras especies perennes (por ejemplo el sorgo de Alepo).
Por su largo período vegetativo, hace que su competencia sea más dañina, provocando importantes disminuciones en los rendimientos.
Se difunde tanto en áreas agrícolas como ganaderas, siendo estas últimas más favorables para su multiplicación.
Se propaga por semillas y rizomas, comienza a vegetar en invierno, pero los brotes se desarrollan en primavera. Florece en verano y otoño y fructifica en esta estación (luego se seca la parte aérea).
Ha sido declarada "plaga de la agricultura" por decreto del 17/7/46 y, por lo tanto, se halla comprendida por los alcances de la Ley 4863, de Defensa Agrícola del año 1905.
Cuando es ingerida por los animales lecheros, transmite a la leche y productos derivados, sabor y olor desagradables.

## Distribución y hábitat
Originaria del suroeste de China. Introducida en Bélgica, Gran Bretaña, Francia, Alemania, Austria, República Checa, Suiza, España, Italia y la ex Yugoslavia. También se la encuentra en Argentina, en especial en la zona agrícola. Habita junto a carreteras y en zonas baldías.

## Taxonomía
Artemisia verlotiorum fue descrita por  Martial Lamotte y publicado en Mem. Assoc. Franc. Congr. Clermont Ferrand 1876: 511. 1876.
Etimología
Hay dos teorías en la etimología de Artemisia: según la primera, debe su nombre a Artemisa, hermana gemela de Apolo y diosa griega de la caza y de las virtudes curativas, especialmente de los embarazos y los partos. Según la segunda teoría, el género fue otorgado en honor a Artemisia II, hermana y mujer de Mausolo, rey de la Caria, 353-352 a. C., que reinó después de la muerte del soberano. En su homenaje se erigió el Mausoleo de Halicarnaso, una de las siete maravillas del mundo. Era experta en botánica y en medicina.
verlotiorum: epíteto
Sinonimia
- Artemisia selengensis Turcz.
- Artemisia vulgaris f. angustisecta Fiori
- Artemisia vulgaris var. aromatica Sacc.
- Artemisia vulgaris subsp. selengensis Thell.
- Artemisia vulgaris var. suaveolens Bég.[4]